# Nubisk stenbuk
Nubisk stenbuk (Capra nubiana) er en art i slægten geder, der forekommer på den arabiske halvø og i det nordøstlige Afrika. Den er nær beslægtet med alpestenbukken og betragtes undertiden som en underart af denne.

## Systematik
Nubisk stenbuk, alpestenbuk og sibirisk stenbuk (Capra sibirica) behandles af nogle forskere som en enkelt art. Andre stenbukke i gedeslægten, såsom den pyrenæiske stenbuk (Capra pyrenaica) og den afrikanske stenbuk (Capra walie) blev tidligere regnet som særskilte arter.

## Udseende
I sammenligning med alpestenbukken er nubisk stenbuk væsentligt mindre og har en lysere pels. Kropslængden er mellem 105 og 125 centimeter, og halen er 15 til 20 centimeter lang. Gennemsnitshøjden er mellem 65 og 75 centimeter, og vægten er 25 til 70 kg. Hannen er betydeligt større end hunnen. Pelsen er sandfarvet på oversiden og på undersiden lysere eller næsten hvid. Karakteristisk en sort tegning på forbenene og på dyrets ryg samt et mørkt skæg. I løbet af parringstiden får hannen på nakke, bryst, skuldre og sider en mørk brun til sort pels.
Begge køn har horn, men som med alle geder er hannens horn tydeligt større. Hunnens smallere horn er op til 35 centimeter lange, mens hannens bagudvendte horn er op til 1,2 meter lange.

## Udbredelse og levested
På den arabiske halvø forekommer arten i Israel, Jordan, Saudi-Arabien, Yemen og Oman. I Syrien og Libanon er den nubiske stenbuk uddød. I Nordøstasien lever arten langs Det Røde Havs kyst i Egypten, Sudan og Eritrea. Hele udbredelsesområdet er fragmenteret i mindre områder. Den forekommer i ørkenagtige klippeområder.

## Levevis
I modsætning til mange andre større dyr, der lever i ørkenområder, er nubisk stenbuk ikke aktiv om natten, og den kræver heller ikke kontinuerligt drikkevand. Om sommeren tilbringer den natten i det åbne landskab. Om vinteren gemmer den sig om natten i huler eller lignende beskyttede steder. Den er planteæder og lever af græs, urter og andre plantedele.
Hunner danner sammen med deres unger, som er yngre end tre år, flokke på 10 til 20 individer. Hannerne lever uden for parringstiden i ungkarlegrupper eller alene. I parringstiden, normalt i oktober, søger hannerne efter grupper med hunner og kæmper med andre hanner om retten til at parre sig.
Efter drægtigheden, som varer i cirka fem måneder, føder hunnen normalt i marts en eller to unger. De bliver hos moderen i omkring tre år, hvorefter de er kønsmodne. De parrer sig dog først nogle år senere.

## Trusler og bestandsstatus
Den største trussel består af jagt og ødelæggelse af levestedet. Desuden er arten påvirket af indførelsen af husdyr som tamged, kameler og vilde æsler. I nogle lande som Israel og Saudi-Arabien er de helt fredet, men kontrollen er ofte utilstrækkelig. I flere stater omfatter bestanden kun få dyr, selvom den ikke kendes præcis. IUCN angiver arten som sårbar (VU).